# 6159 Andréseloy
A 6159 Andréseloy (ideiglenes jelöléssel (6159) 1991 YH) (Andréseloy) a Naprendszer kisbolygóövében található aszteroida. Ueda és Kaneda fedezte fel 1991. december 30-án.